# Коулрейн Тауншип (округ Ланкастер, Пенсільванія)
Коулрейн Тауншип (англ. Colerain Township) — селище (англ. township) в США, в окрузі Ланкастер штату Пенсільванія. Населення — 3883 особи (2020).

## Демографія
Згідно з переписом 2010 року, у селищі мешкало 3635 осіб у 1063 домогосподарствах у складі 890 родин. Було 1098 помешкань
Расовий склад населення:
| - 96,5 % — білих - 0,8 % — чорних або афроамериканців - 0,6 % — азіатів - 0,1 % — вихідців з тихоокеанських островів - 0,1 % — корінних американців - 1,0 % — осіб інших рас |

До двох чи більше рас належало 1,0 %. Частка іспаномовних становила 2,2 % від усіх жителів.
За віковим діапазоном населення розподілялося таким чином: 34,8 % — особи молодші 18 років, 54,7 % — особи у віці 18—64 років, 10,5 % — особи у віці 65 років та старші. Медіана віку мешканця становила 30,9 року. На 100 осіб жіночої статі у селищі припадало 103,5 чоловіків;  на 100 жінок у віці від 18 років та старших — 96,8 чоловіків також старших 18 років.
Середній дохід на одне домашнє господарство  становив 77 998 доларів США (медіана — 63 429), а середній дохід на одну сім'ю — 83 694 долари (медіана — 71 429). Медіана доходів становила 51 630 доларів для чоловіків та 40 257 доларів для жінок. За межею бідності перебувало 8,1 % осіб, у тому числі 10,5 % дітей у віці до 18 років та 6,7 % осіб у віці 65 років та старших.
Цивільне працевлаштоване населення становило 1548 осіб. Основні галузі зайнятості: сільське господарство, лісництво, риболовля — 17,2 %, освіта, охорона здоров'я та соціальна допомога — 16,1 %, виробництво — 13,3 %, роздрібна торгівля — 10,6 %.